# Hypogastrura yosii
Hypogastrura yosii is een springstaartensoort uit de familie van de Hypogastruridae. De wetenschappelijke naam van de soort werd voor het eerst geldig gepubliceerd in 1964 door Stach.